# Goumois (Zwitserland)
Goumois is een plaats en voormalige gemeente in het Zwitserse kanton Jura, en maakt deel uit van het district Franches-Montagnes. Goumois telt 92 inwoners.

## Geschiedenis
Op 1 januari 2009 werden Goumois en Les Pommerats opgenomen in de gemeente Saignelégier.